# Ruth Leuwerik

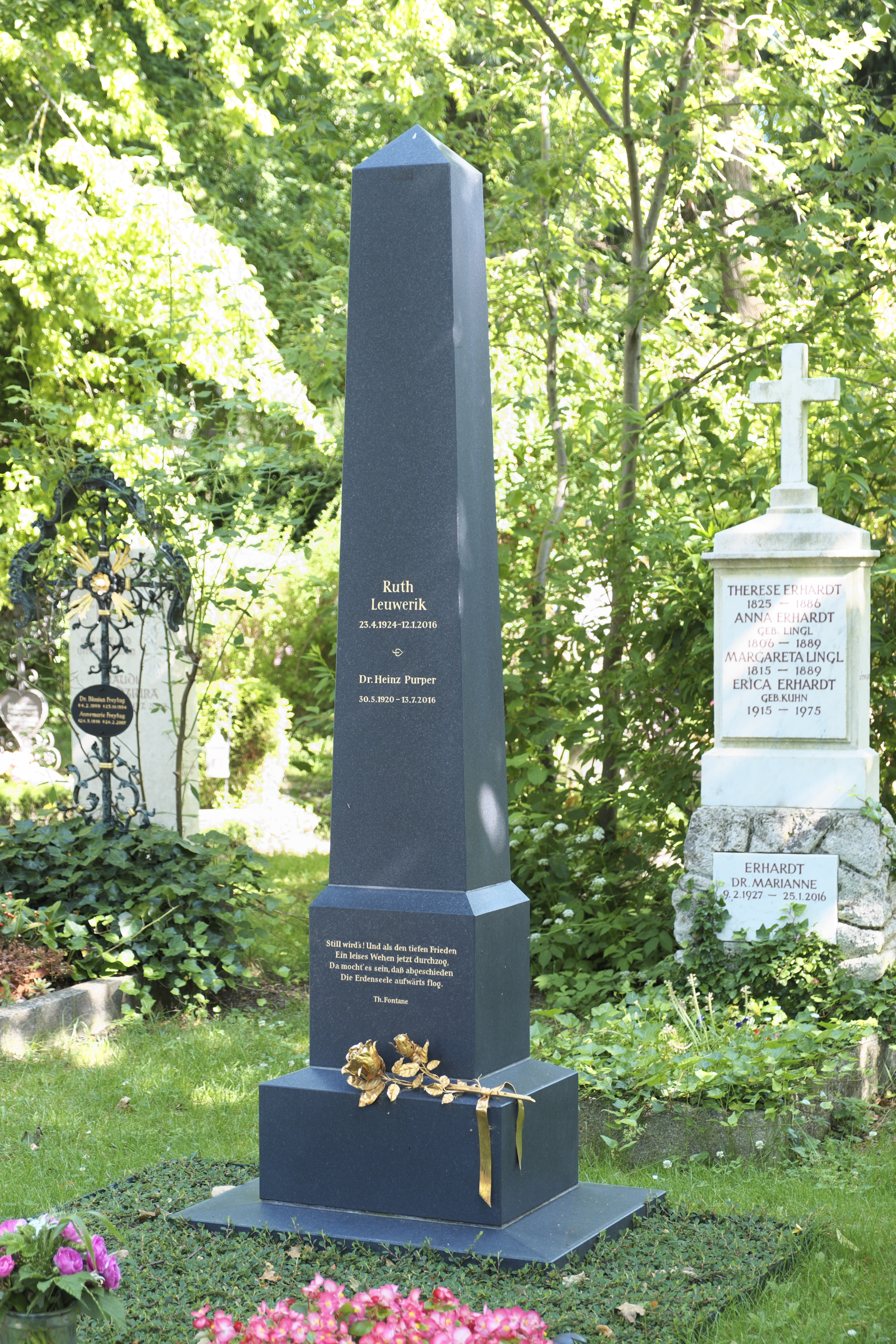
Tomba al Nymphenburger Friedhof di Monaco.

Ruth Leuwerik, conosciuta anche come Ruth Purper (nome da sposata), all'anagrafe Ruth Leeuverik (Essen, 23 aprile 1924 – Monaco di Baviera, 12 gennaio 2016), è stata un'attrice tedesca.

## Biografia
Fu protagonista di numerosi film tra gli anni cinquanta e la prima metà degli anni sessanta (molti dei quali a fianco di Dieter Borsche e O.W. Fischer) e complessivamente, tra cinema e televisione, ha partecipato, fino all'inizio degli anni ottanta, ad una quarantina di differenti produzioni. Interprete soprattutto di personaggi drammatici, tra i suoi ruoli principali, figurano, tra l'altro, quello della baronessa Maria von Trapp nel film La famiglia Trapp (1955) e Die Trapp-Familie in Amerika (1958), quello di Luisa nel film La regina Luisa (1957), quello di Franziska nel film Arrivederci Francesca (1957), ecc.
In carriera, si aggiudicò per 5 volte il premio Bambi. Era inoltre decorata con la gran croce al merito della Repubblica Federale Tedesca ed ha una stella nel Boulevard der Stars di Berlino (dal 2010).
Fu la moglie dell'attore Herbert Fleischmann e del cantante Dietrich Fischer-Dieskau. Dopo i divorzi da Herbert Fleischmann e Dietrich Fischer-Dieskau, nel 1969 si è sposata con Heinz Purper.

## Filmografia

### Cinema
- Dreizehn unter einem Hut (1950)
- L'eredità della zia d'America (1951)
- Vater braucht eine Frau (1952)
- Die große Versuchung (1952)
- Ein Herz spielt falsch (1953)
- Muß man sich gleich scheiden lassen? (1953)
- Geliebtes Leben (1953)
- Ludwig II: Glanz und Ende eines Königs (1955)
- Geliebte Feindin (1955)
- Rose d'autunno (1955)
- Die goldene Brücke (1955)
- La famiglia Trapp (1955)
- La regina Luisa (1957)
- Arrivederci Francesca (Auf Wiedersehen, Franziska!), regia di Wolfgang Liebeneiner (1957)
- Taiga inferno bianco  (1958)
- La famiglia Trapp in America (Die Trapp-Familie in Amerika) (1958)
- Dorothea Angermann (1959)
- Die ideale Frau (1959)
- Auf Engel schießt man nicht (1960)
- Der Traum von Lieschen Müller (1961)
- Die Stunde, die du glücklich bist (1961)
- La rossa, regia di Helmut Käutner (1962)
- L'eredità della zia d'America (1963)
- Alibi per un assassino (1963)
- Nessuna pietà: uccidetelo! (1971)
- Unordnung und frühes Leid (1977)

### Televisione
- Hedda Gabler - film TV (1963)
- Ninotschka - film TV (1965)
- Das weite Land - film TV (1970)
- Der Kommissar - serie TV, 1 episodio (1974)
- Meine beste Freundin - film TV (1976)
- L'ispettore Derrick - serie TV, ep. 05x04, regia di Alfred Vohrer (1978)
- Die Buddenbrooks - miniserie TV (1979)
- Kaninchen im Hut und andere Geschichten mit Martin Held (1980)
- L'ispettore Derrick - serie TV, ep. 10x04, regia di Helmuth Ashley (1983)

## Doppiaggi
- Maureen O'Hara in: Jamaica Inn[6][11]

## Premi & riconoscimenti (lista parziale)

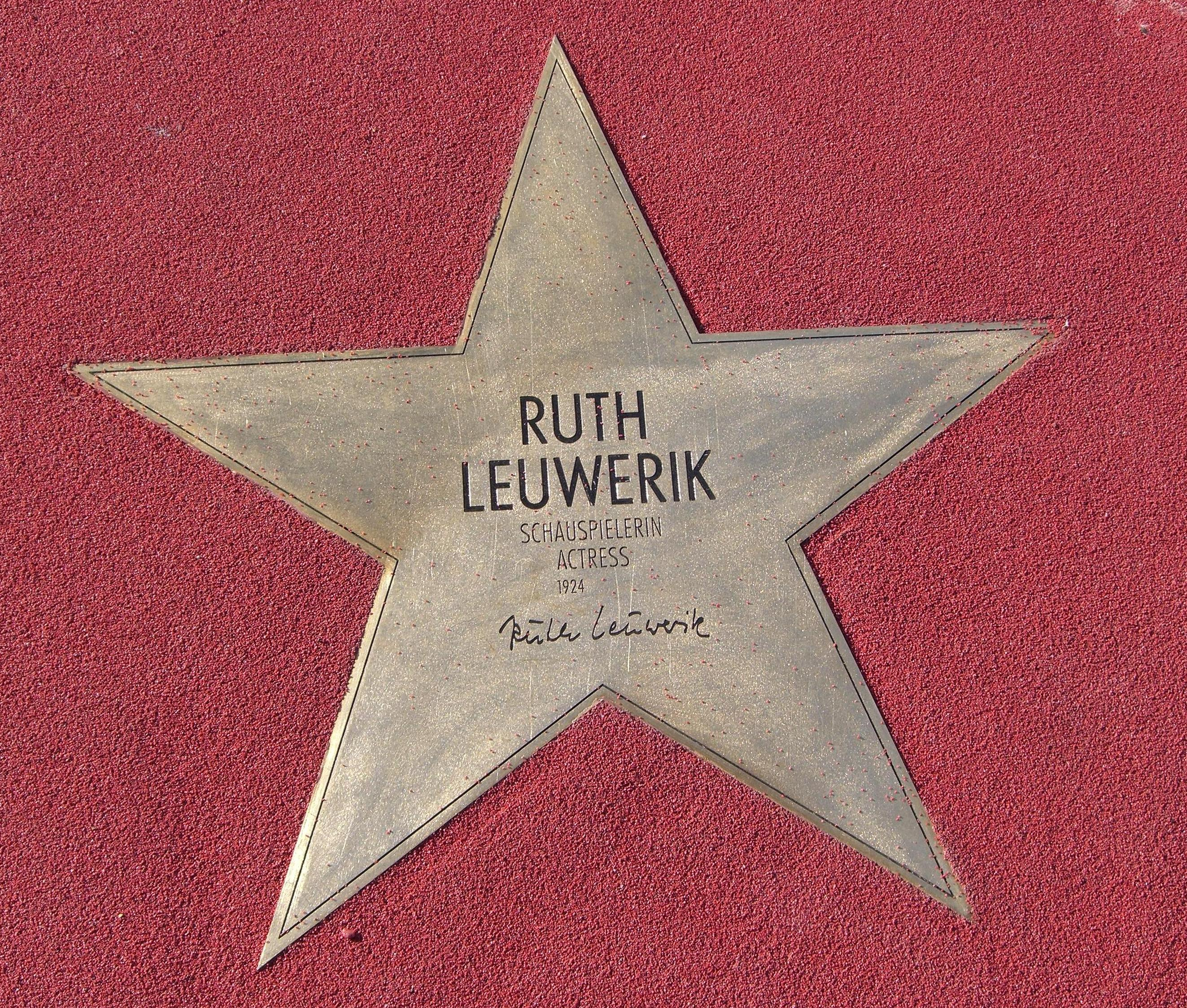
Stella dedicata a Ruth Leuwerik nel Boulevard der Stars di Berlino

- 1953: Premio Bambi come miglior attrice nazionale per Ein Herz spielt falsch[10]
- 1954: Filmband d'argento come miglior attrice per Geliebtes Leben[10]
- 1958: Premio Bambi come miglior attrice nazionale per Taiga inferno bianco[10]
- 1958: Golden Gate Award San Francisco per Taiga inferno bianco[4]
- 1959: Premio Bambi come miglior attrice nazionale per Die Trapp-Familie in Amerika[10]
- 1960: Premio Bambi come miglior attrice nazionale per Die ideale Frau[10]
- 1961: Premio Bambi come miglior attrice nazionale per Die Stunde, die du glücklich bist[10]
- 1992: Bayerischer Filmpreis alla carriera[10]